# Migueli
Miguel Bernardo Bianquetti (født 19. december 1951 i Ceuta, Spanien) er en tidligere spansk fodboldspiller, der spillede som midterforsvarer hos FC Barcelona, hvor han var indehaver af klubrekorden med i alt 548 kampe, hvoraf de 391 var ligakampe. Han er siden blevet overhalet af flere af FC Barcelonas gyldne generation; bl.a. Xavi og Messi.
Med Barcelona vandt han to mesterskaber, fire pokaltitler og to Pokalvindernes Europa Cup-titler. Inden sit ophold i den catalanske storklub havde han desuden startet sin karriere med to sæsoner hos Cádiz CF. To gange, i 1978 og 1985 blev han kåret til Årets fodboldspiller i Spanien.

## Landshold
Migueli spillede i årene mellem 1974 og 1980 32 kampe for Spaniens landshold, hvori han scorede et enkelt mål. Han repræsenterede holdet ved VM i 1978 og EM i 1980.

## Titler
La Liga
- 1974 og 1985 med FC Barcelona

Copa del Rey
- 1978, 1981, 1983 og 1988 med FC Barcelona

Copa de la Liga
- 1983 og 1986 med FC Barcelona

Supercopa de España
- 1983 med FC Barcelona

Pokalvindernes Europa Cup
- 1979 og 1982 med FC Barcelona